# Rue Escarpée
La rue Escarpée (en alsacien : Gähgässel) est une voie de Strasbourg rattachée administrativement au quartier Gare - Kléber, qui va de la rue des Dentelles à la Grand'Rue.

## Localisation
La rue se trouve dans le quartier historique et touristique de la Petite France.

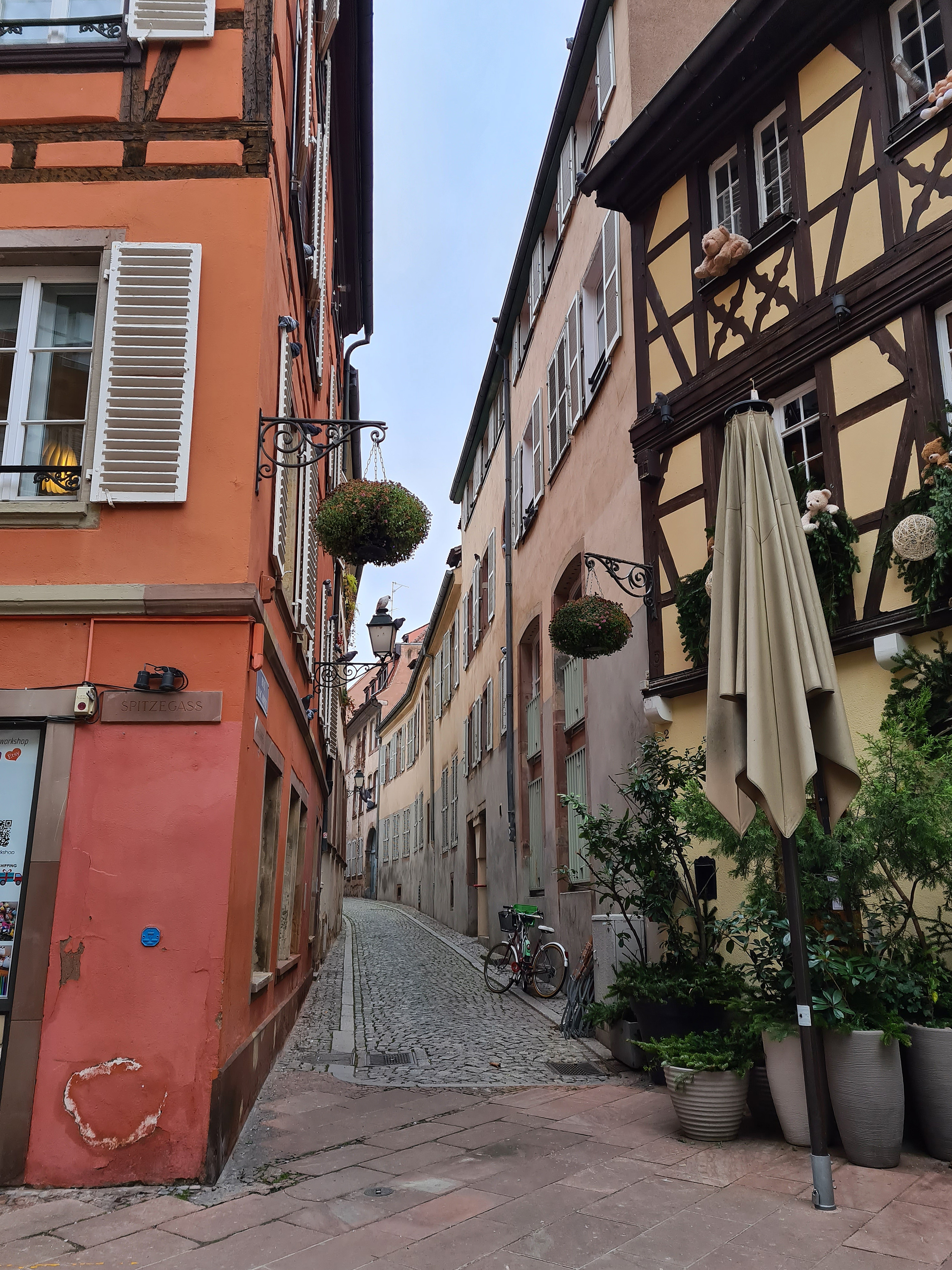
Accès depuis la rue des Dentelles.
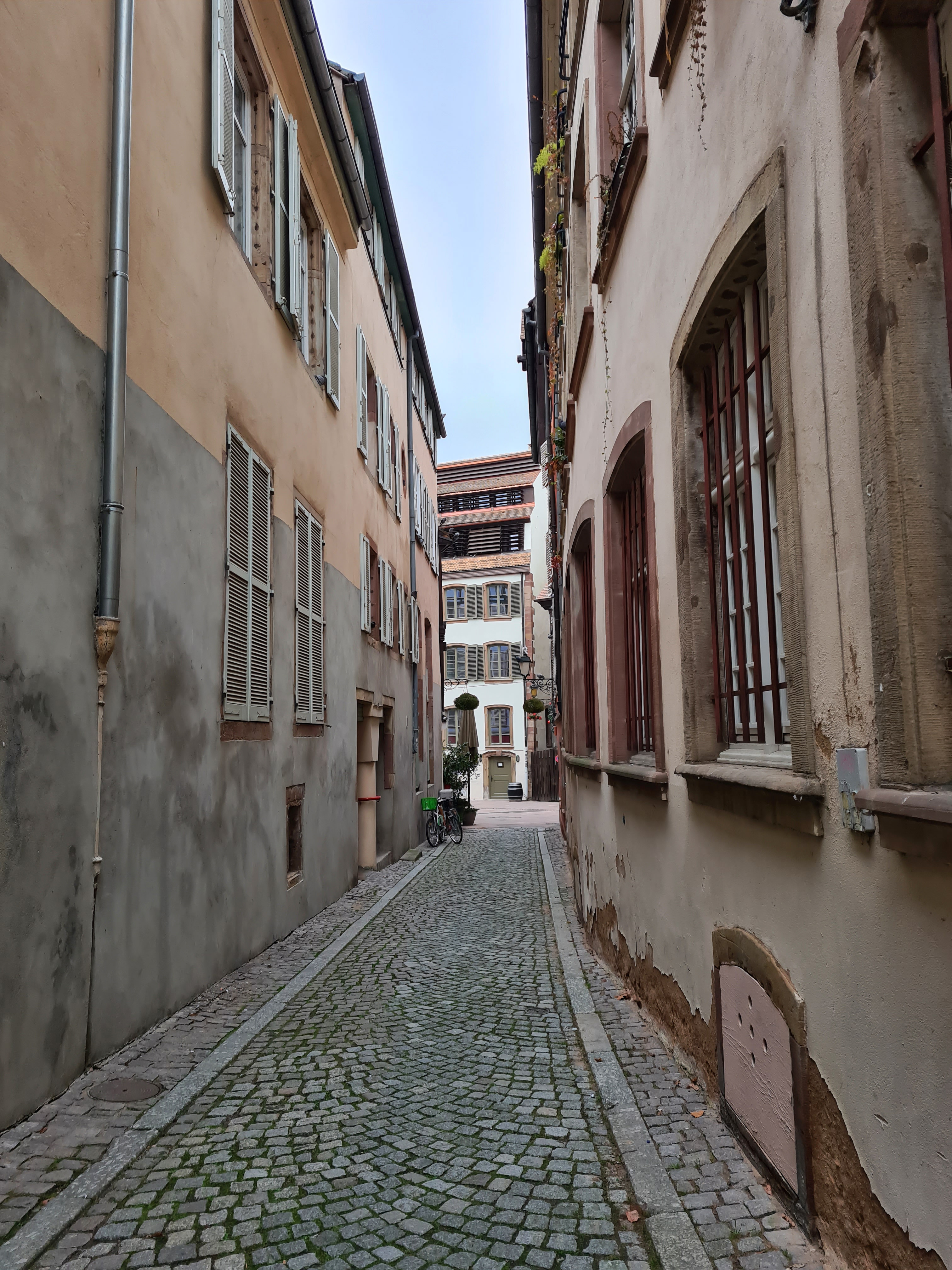
Perspective vers la rue des Dentelles.
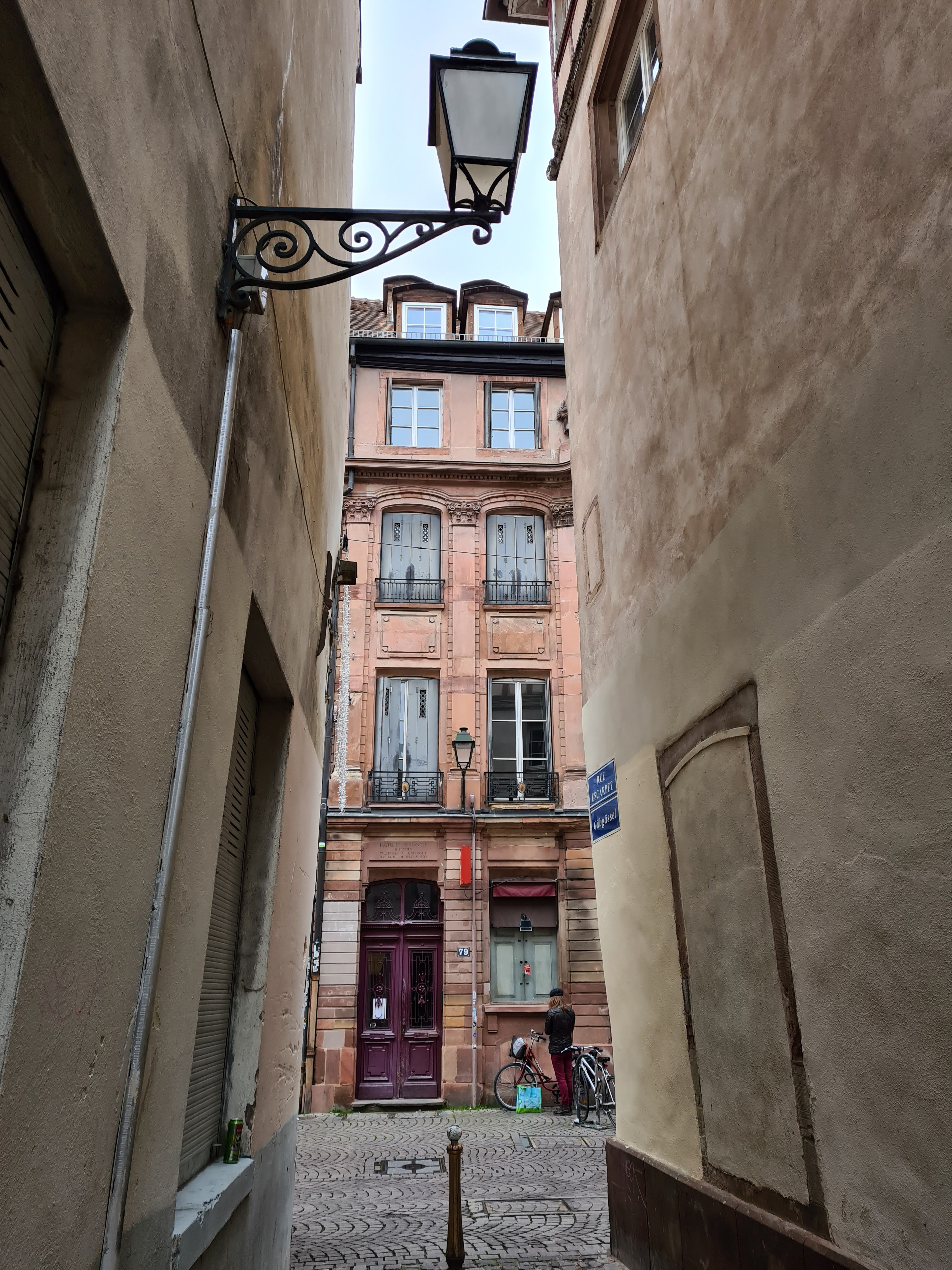
Perspective vers la Grand-Rue.

## Toponymie

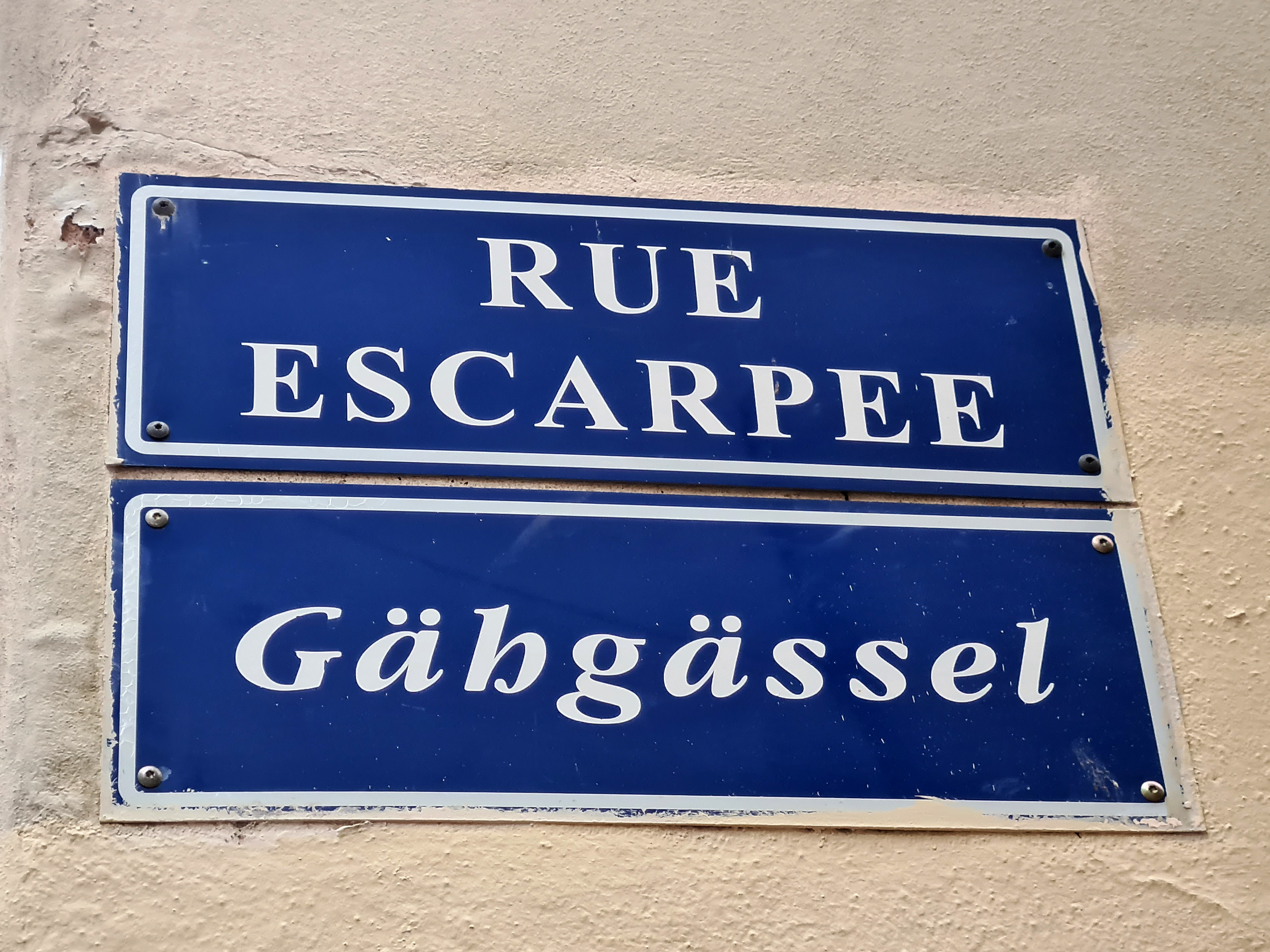
Plaque bilingue, en français et en alsacien.

La ruelle porte successivement les dénominations suivantes, en allemand ou en français : Des Gehen gesselin (1305), Gächgässel (1580), Geygesselin (1587), Gäckengässel (1764), rue du Badin (1764), Geckgässel (1766), Gäckgässel (1770), rue Escarpée (1786), rue des Fous (1793), rue de Guillaume Tell (1794), Gähgässchen (1872, 1940), rue de l'Escarpée (1918), puis, à nouveau, rue Escarpée à partir de 1945.
À l'origine elle doit son nom à un certain Gehe. Au fil du temps Geh devient Gäh (« escarpé »), puis Geck (« fat, plaisantin»).
À partir de 1995, des plaques de rues bilingues, à la fois en français et en alsacien, sont mises en place par la municipalité lorsque les noms de rue traditionnels étaient encore en usage dans le parler strasbourgeois. La plaque est ainsi sous-titrée Gähgässel.

## Bâtiments remarquables
no 1À l'angle de la rue des Dentelles, la maison date de la Renaissance.
no 2Formant l'autre angle avec la rue des Dentelles, cette maison à colombages du XVIIIe siècle abrite un restaurant.
no 3 (ancien no 2)La maison actuelle, qui se trouve derrière le grand immeuble au no 9 de la rue des Dentelles, s'élève sur l'emplacement de l'ancien béguinage À l'Agneau sacré.
no 5 (ancien no 3)L'édifice faisait autrefois partie de la brasserie de l'Ours Noir (no 100 de la Grand-Rue). Au-dessus d'une fenêtre figurent le millésime 1743, ainsi qu'un ours tenant une canette. À la fin du XVIe siècle la maison appartenait à maître Martin Haemmerlin, professeur de cinquième au Gymnase.

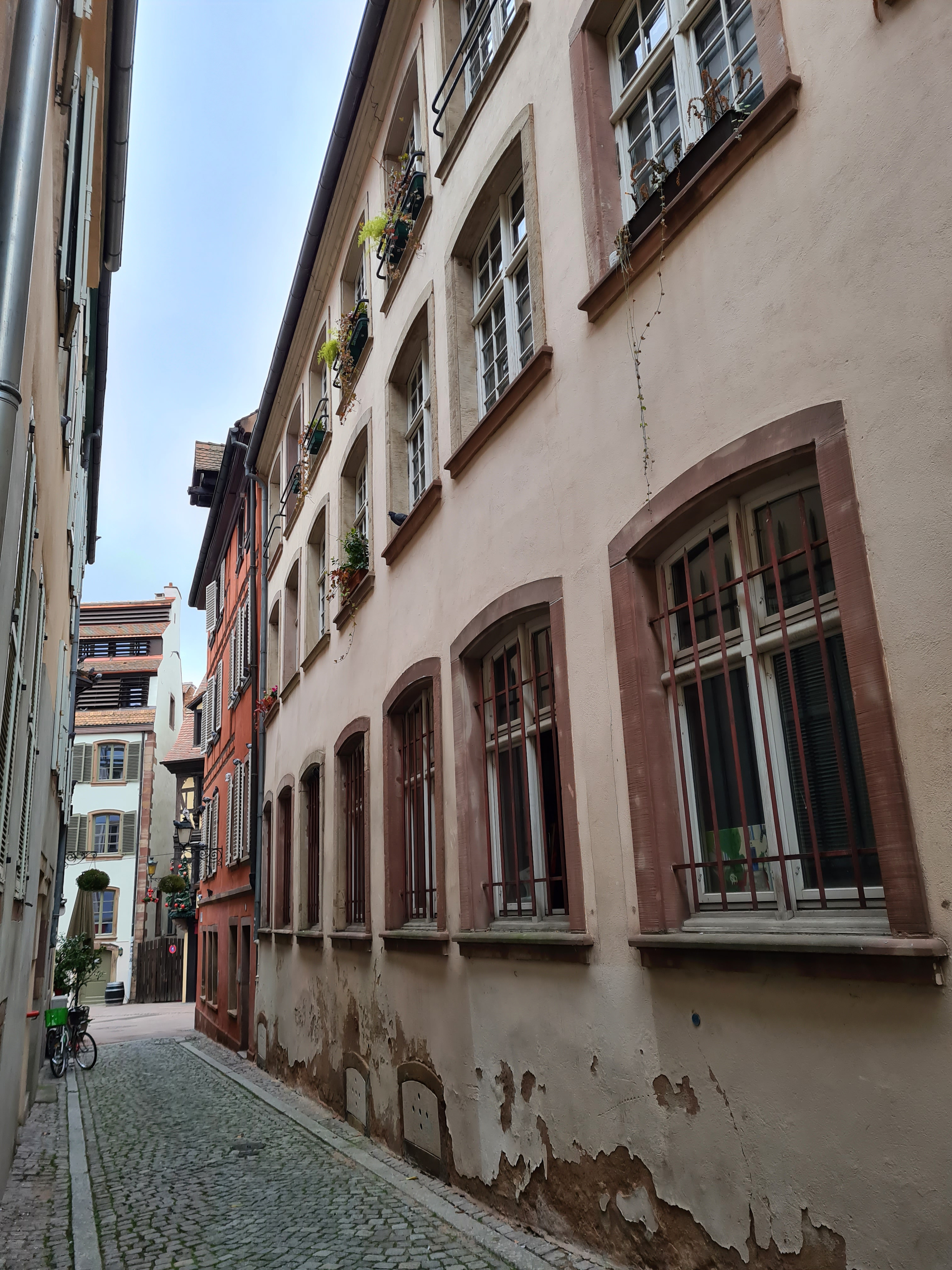
no 3.
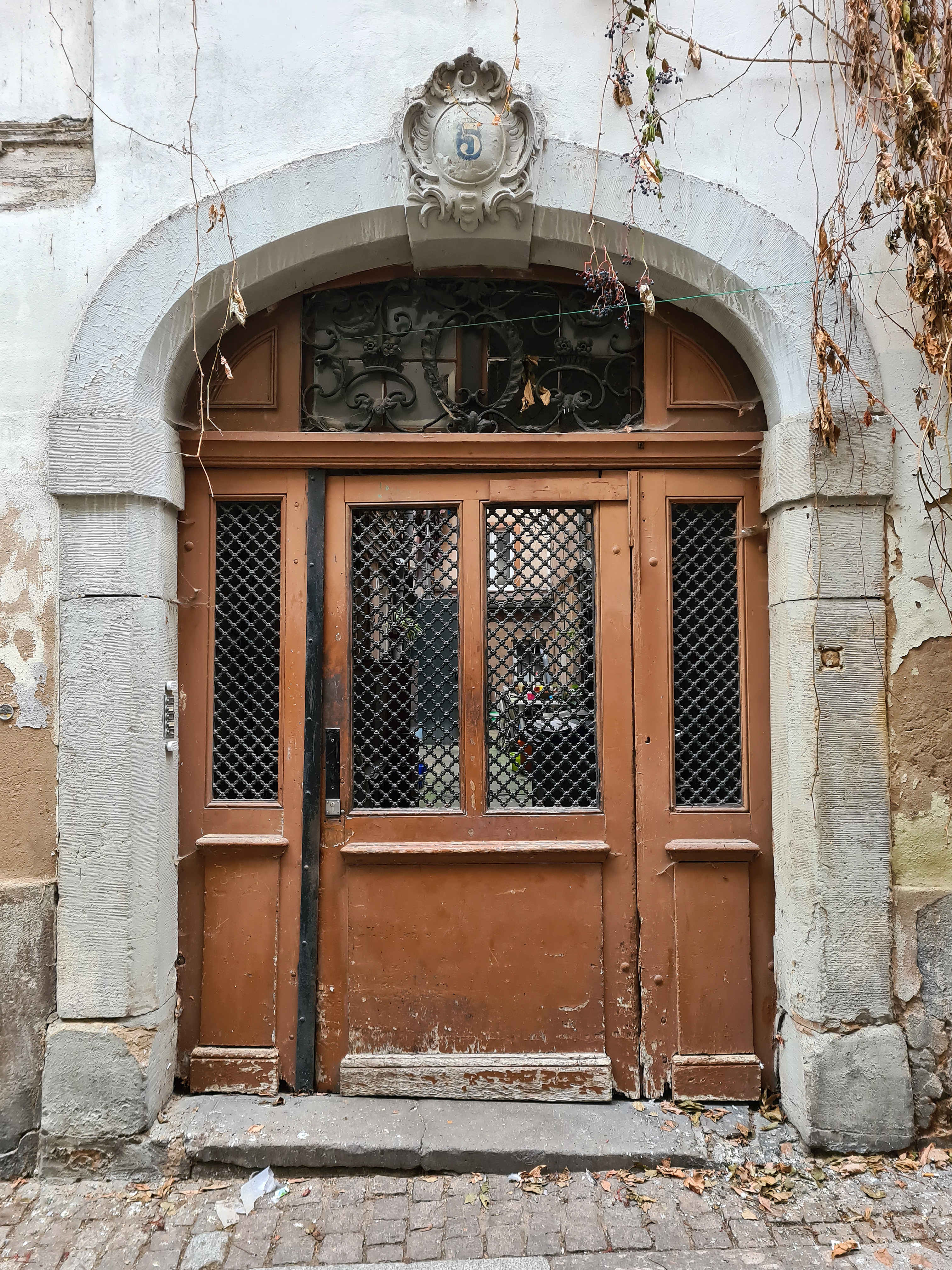
no 5.
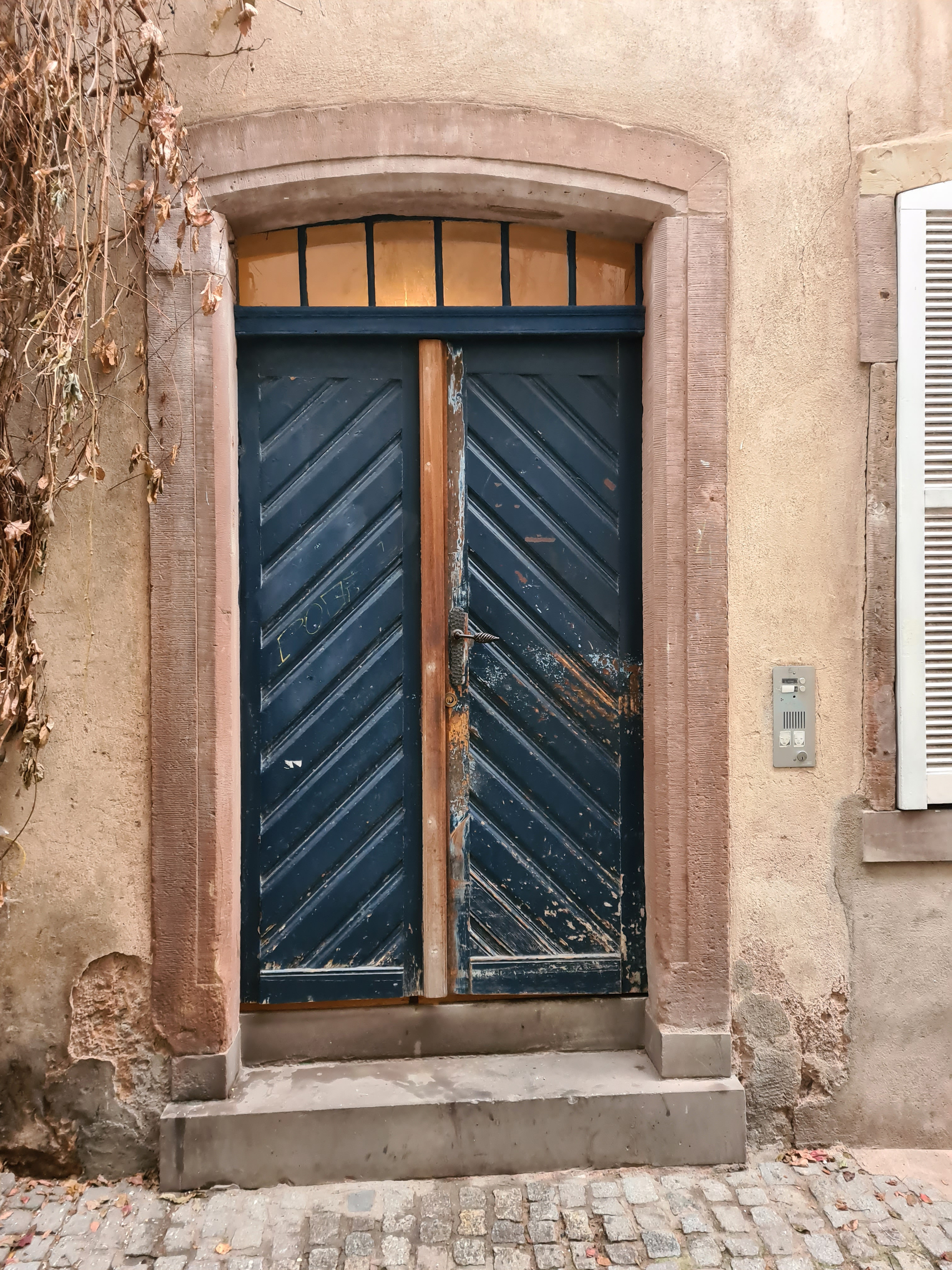
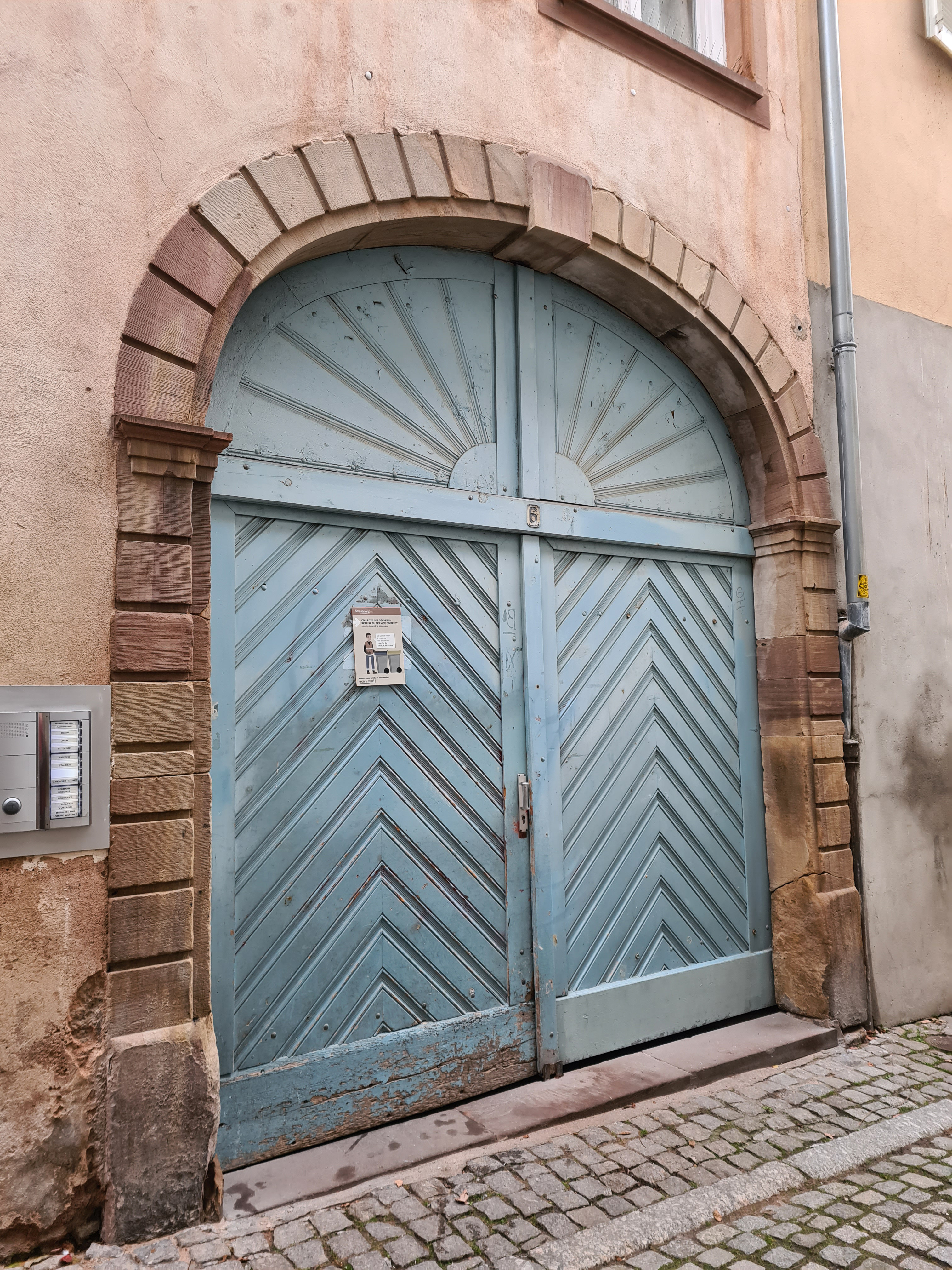